# Élections législatives de 1956 dans le Morbihan
Les élections législatives de 1956 dans le Morbihan sont des élections françaises qui ont eu lieu le 2 janvier 1956 dans le département du Morbihan dans le cadre des élections législatives françaises de 1956, sous la IVe République.
Ce sont les dernières élections législatives de la Quatrième république, après les élections de novembre 1946 et de juin 1951.

## Mode de scrutin
L'Assemblée nationale est composée de 626 sièges pourvus au scrutin proportionnel plurinominal suivant la règle de la plus forte moyenne dans le cadre départemental, sans panachage.
Le vote préférentiel est admis, en inscrivant un numéro d'ordre en face du nom d'un, de plusieurs ou de tous les candidats de la liste. Mais l'ordre ne pourra être modifié que si au moins la moitié des suffrages portés sur la liste est numéroté. Dans les faits les modifications ne dépasseront jamais les 7%.
La loi électorale du 7 mai 1951, dite loi des apparentements, reste en vigueur. Elle permet à la base une répartition des sièges à la représentation proportionnelle dans le département, mais si des listes « apparentées » avant le déroulement du scrutin obtiennent ensemble une majorité absolue de suffrages exprimés, elles reçoivent directement tous les sièges à pourvoir.
Dans le département du Morbihan sept députés sont à élire.

## Élus
| Député sortant          | Parti | Parti    | Député élu ou réélu | Parti | Parti |
| ----------------------- | ----- | -------- | ------------------- | ----- | ----- |
| Louis Guiguen           |       | PCF      | Léon Jégorel        |       | MRP   |
| Jean Le Coutaller       |       | SFIO     | Christian Bonnet    |       | MRP   |
| Paul Ihuel              |       | MRP      | Paul Ihuel          |       | MRP   |
| Paul Hutin-Desgrées     |       | MRP      | Valentin Vignard    |       | MRP   |
| Raymond Marcellin       |       | CNIP     | Raymond Marcellin   |       | CNIP  |
| Robert Bidard de La Noë |       | CNIP     | Joseph Cadic        |       | CNIP  |
| Victor Golvan           |       | Rép. soc | Joseph Ferrand      |       | MRP   |

## Résultats

### Résultats à l'échelle du département
- Un autre est conclu en soutien à la majorité sortante, entre les listes MRP, CNIP-ARS et Rép. soc.

| Parti    | Parti    | Tête de liste     | Résultats | Résultats | Appar. | Appar. | Sièges |
| Parti    | Parti    | Tête de liste     | Voix      | %         | Voix   | %      | Nb.    |
| -------- | -------- | ----------------- | --------- | --------- | ------ | ------ | ------ |
|          | MRP      | Paul Ihuel        | 144 077   | 52,33     | 90 775 | 32,97  | 5 3    |
|          | CNIP-ARS | Raymond Marcellin | 144 077   | 52,33     | 38 335 | 13,92  | 2      |
|          | Rép. soc | Victor Golvan     | 144 077   | 52,33     | 14 967 | 5,44   | - 1    |
|          | SFIO     | Jean Le Coutaller | 47 780    | 17,36     | -      | -      | - 1    |
|          | PCF      | Louis Guiguen     | 44 474    | 16,15     | -      | -      | - 1    |
|          | UFF      | Louis Roussin     | 21 148    | 7,68      | -      | -      | -      |
|          | Rad-soc  | Roger Leroux      | 15 985    | 5,81      | -      | -      | -      |
|          |          |                   |           |           |        |        |        |
| Inscrits | Inscrits | Inscrits          | 339 358   | 100,00    |        |        | 7      |
| Votants  | Votants  | Votants           | 282 231   | 83,17     |        |        |        |
| Exprimés | Exprimés | Exprimés          | 275 315   | 97,55     |        |        |        |

- L'apparentement de droite remporte la majorité absolue des voix, les apparentés remportent donc la totalité des sièges. Au sein de l'apparentement la répartition des sièges se fait à la proportionnelle.